# Мёльшов
Мёльшов (нем. Mölschow) — община в Германии, в земле Мекленбург-Передняя Померания.

## Географическое положение
Посёлок расположен в северной части острова Узедом и находится приблизительно в двух километрах западнее-юго-западнее Трассенхайде, тремя километрами южнее Карлсхагена, и четырьмя километрами северо-восточнее Вольгаста.

## История
Первые упоминания о поселении в районе настоящего местонахождения посёлка Мёльшов относятся к 1182 году. Поселение упоминается под названием «Мальцеков» (нем. Malcekow).
После подписания Вестфальского мира в 1648 году, Мёльшов, сильно пострадавший в течение тридцатилетней войны, перешёл под шведское господство, а с 1720 года под прусское.
В 1911 году к Мёльшову проводят ветку железной дороги.
После окончания второй мировой войны посёлок был включён в состав ГДР, а в 1990 году вошёл в состав федеральной земли Мекленбург-Передняя Померания.

## Административное деление
Мёльшов входит в состав района Восточная Передняя Померания. До 2005 года посёлок состоял в управлении «Амт ан дер Пеенемюндунг» (нем. Amt an der Peenemündung), но в настоящее время подчининён управлению «Амт Узедом-Норд» (нем. Amt Usedom-Nord), с штаб-квартирой в Цинновице.
Идентификационный код субъекта самоуправления  —  13 0 59 063.
Площадь занимаемая административным образованием Мёльшов, составляет 15,10 км².
Коммуна подразделяется на 3 сельских округа.
- Баннемин (нем. Bannemin)
- Мёльшов (нем. Mölschow)
- Цехерин (нем. Zecherin)

## Население
По состоянию на 30 июня 2006 года, население посёлка Мёльшов составляет 855 человек.
Средняя плотность населения таким образом равна: 57 человек на км².

## Транспорт
Приблизительно в полутора километрах южнее посёлка проходит федеральная дорога 111 (нем. Bundesstraße 111 (B 111)). Община соединена сетью автодорог с посёлками Трассенхайде и Карлсхаген.
Также Мёльшов расположен на участке региональной железной дороги
Цюссов — Вольгаст — Херингсдорф (Альбек)
Через посёлок проходят велосипедные дорожки, соединяющие Мёльшов с Трассенхайде и Вольгастом.

## Достопримичительности
- Лошадиная ярмарка